# Coppa delle Coppe 1990-1991 (pallacanestro maschile)
La Coppa delle Coppe 1990-1991 di pallacanestro maschile venne vinta dal PAOK Salonicco.

## Risultati

### Primo turno
| Squadra 1        | Totale    | Squadra 2       | Andata | Ritorno |
| ---------------- | --------- | --------------- | ------ | ------- |
| Ovarense         | 174 - 153 | Durox Leuven    | 95-88  | 79-65   |
| Uppsala          | 175 - 169 | Akrides Haarlem | 95-75  | 80-94   |
| Steiner Bayreuth | 225 - 115 | AB Contern      | 101-60 | 124-55  |

### Ottavi di finale
| Squadra 1          | Totale    | Squadra 2             | Andata  | Ritorno |
| ------------------ | --------- | --------------------- | ------- | ------- |
| Ovarense           | 161 - 154 | Namika Lahti          | 86-77   | 75-77   |
| Uppsala            | 195 - 213 | Pitch Cholet          | 111-108 | 84-105  |
| Balanța Sibiu      | 141 - 218 | Knorr Bologna         | 69-105  | 72-113  |
| Steiner Bayreuth   | 180 - 195 | CAI Saragozza         | 90-94   | 90-101  |
| Körmendi Dózsa MTE | 146 - 199 | Dinamo Mosca          | 74-86   | 72-113  |
| Paşabahçe          | 170 - 171 | Stella Rossa Belgrado | 94-85   | 76-86   |
| Sunderland Saints  | 174 - 193 | PAOK Salonicco        | 89-96   | 85-97   |
| Śląsk Wrocław      | 179 - 227 | Hapoel Galil Elyon    | 84-109  | 95-118  |

### Quarti di finale

#### Gruppo A
|    | Squadra       | G | V | P | PF  | PS  | Dif | P.ti |
| -- | ------------- | - | - | - | --- | --- | --- | ---- |
| 1. | Dinamo Mosca  | 6 | 4 | 2 | 549 | 511 | +38 | 10   |
| 2. | Pitch Cholet  | 6 | 4 | 2 | 562 | 510 | +52 | 10   |
| 3. | Knorr Bologna | 6 | 4 | 2 | 517 | 509 | +8  | 10   |
| 4. | Ovarense      | 6 | 0 | 6 | 430 | 528 | -98 | 6    |

#### Gruppo B
|    | Squadra               | G | V | P | PF  | PS  | Dif | P.ti |
| -- | --------------------- | - | - | - | --- | --- | --- | ---- |
| 1. | CAI Saragozza         | 6 | 4 | 2 | 593 | 571 | +22 | 10   |
| 2. | PAOK Salonicco        | 6 | 3 | 3 | 528 | 500 | +28 | 9    |
| 3. | Hapoel Galil Elyon    | 6 | 3 | 3 | 546 | 560 | -14 | 9    |
| 4. | Stella Rossa Belgrado | 6 | 2 | 4 | 593 | 629 | -36 | 8    |

|  | Qualificate alle semifinali |
|  | Eliminata                   |

### Semifinali
| Squadra 1      | Totale    | Squadra 2     | Andata | Ritorno |
| -------------- | --------- | ------------- | ------ | ------- |
| Pitch Cholet   | 174 - 195 | CAI Saragozza | 95-105 | 79-90   |
| PAOK Salonicco | 158 - 157 | Dinamo Mosca  | 95-82  | 63-75   |

### Finale
| Squadra 1      | Risultato | Squadra 2     |
| -------------- | --------- | ------------- |
| PAOK Salonicco | 76 - 72   | CAI Saragozza |

| Coppa delle Coppe 1990-1991 |
| --------------------------- |
| PAOK Salonicco 1º titolo    |

## Formazione vincitrice
| N° | Naz.                   | Ruolo | Sportivo               |  | Alt. |  |
| -- | ---------------------- | ----- | ---------------------- |  | ---- |  |
| 4  | Grecia (bandiera)      | G     | Achilleas Mamatziolas  |  |      |  |
| 5  | Grecia (bandiera)      | P     | Nikos Stauropoulos     |  |      |  |
| 6  | Grecia (bandiera)      | G     | Nikos Mpountourīs      |  |      |  |
| 7  | Jugoslavia (bandiera)  | G     | Branislav Prelević     |  |      |  |
| 8  | Grecia (bandiera)      | A     | Tom Katsikis           |  |      |  |
| 9  | Stati Uniti (bandiera) | A     | Ken Barlow             |  |      |  |
| 10 | Grecia (bandiera)      | P     | Jon Korfas             |  |      |  |
| 11 | Grecia (bandiera)      | C     | Panagiotis Papachronis |  |      |  |
| 12 | Grecia (bandiera)      | AG    | Nick Katsikis          |  |      |  |
| 13 | Grecia (bandiera)      | C     | Panagiōtīs Fasoulas    |  |      |  |
| 14 | Grecia (bandiera)      | P     | Memos Iōannou          |  |      |  |
| 15 | Grecia (bandiera)      | A     | Giorgos Makaras        |  |      |  |
|    | Grecia (bandiera)      | AG    | Giorgos Valavanidis    |  |      |  |
|    | Stati Uniti (bandiera) | AG    | Irving Thomas          |  |      |  |
|    | Grecia (bandiera)      | A     | Lazaros Tsakiris       |  |      |  |
|    | Jugoslavia (bandiera)  | All.  | Dragan Šakota          |  |      |  |